# Локоток (Новгородская область)
Локото́к — деревня в Новгородском районе Новгородской области, входит в состав Бронницкого сельского поселения. Численность постоянного населения на 1 января 2011 года — 4 человека.
Расположена на левом берегу реки Мста. Ближайшие населённые пункты: деревни Дубровка (1 км), Частова (в 7 км выше по течению), Любитово (в 9 км ниже по течению).
| 2010 |
| ---- |
| 1    |